# Qiu Li
Qiu Li (邱礼S, Qiū LǐP; Shenyang, 6 giugno 1981) è un ex calciatore cinese naturalizzato singaporiano, di ruolo attaccante.